# Dongjin-Brücke

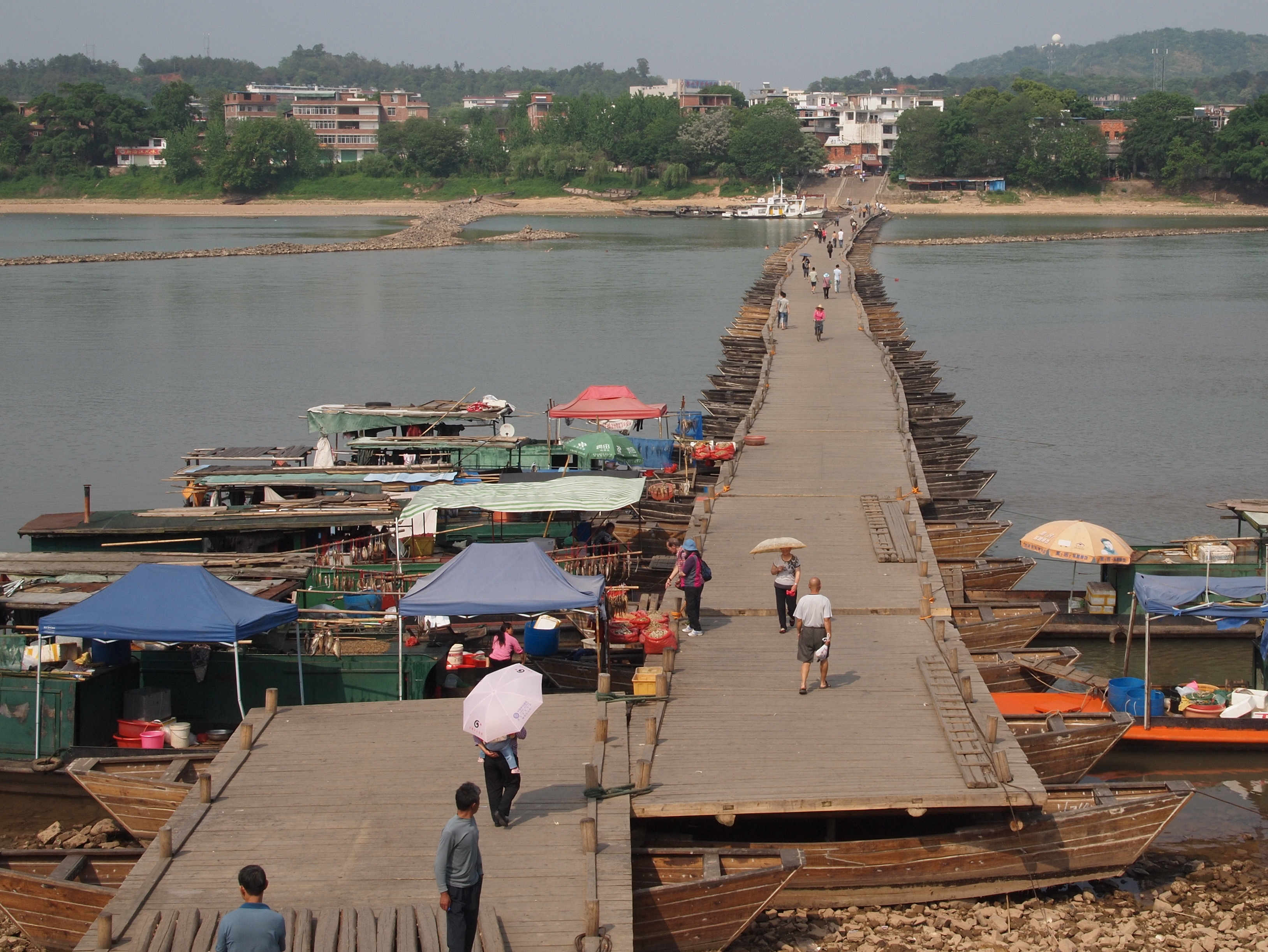
Die Dongjin-Brücke

Die Dongjin-Brücke (chinesisch 東津橋 / 东津桥, Pinyin Dōngjīn Qiáo) im Stadtgebiet Zhanggong der bezirksfreien Stadt Ganzhou, Provinz Jiangxi, China ist eine Schiffbrücke über den Gan Jiang (Gan-Fluss) im Norden der Stadt (25° 52′ 2,6″ N, 114° 56′ 41,3″ O).
Sie ist ungefähr 400 m lang und 4,50 m breit. Sie besteht aus etwa 100 Booten, die mit eisernen Ketten untereinander verbunden sind und auf denen Holzplanken als Brückendeck befestigt sind. Die Brücke endet an Treppen, die die steilen Ufer hinaufführen. Bei steigendem Wasser wird sie durch zusätzliche Planken oder eingeschwommene kurze Brückenteile mit den höheren und deshalb weiter zurückliegenden Treppenabschnitten verbunden. Sie kann nur von Fußgängern und Radfahrern benutzt werden.
Die Dongjin-Brücke wurde erstmals in der Song-Dynastie (960–1279) gebaut und seitdem immer wieder erneuert. Sie ist eine der wenigen chinesischen Schiffbrücken, die die Zeiten überdauert haben.
Im Süden von Zhanggong gibt es eine weitere, ungefähr 300 m lange und 4,30 m breite Schwimmbrücke mit etwa 80 Booten. Diese Brücke wird an beiden Enden von einem Zugangsportal auf einem größeren Stahlponton begrenzt, das über einen beweglichen Steg mit der Ufertreppe verbunden ist. Auch diese Brücke kann nur von Fußgängern oder Radfahrern benutzt werden.(25° 50′ 36,9″ N, 114° 56′ 6,6″ O).